# Conor O'Farrell
Conor O'Farrell é um actor norte-americano, que aparece muito na televisão. Já participou em séries como "Buffy The Vampire Slayer", "24", "Desperate Housewives", "Medium" e "CSI". Em 1999, ele particou ao lado de Kevin Bacon no filme "Stir Of Echoes".